# Records de Turquie d'athlétisme

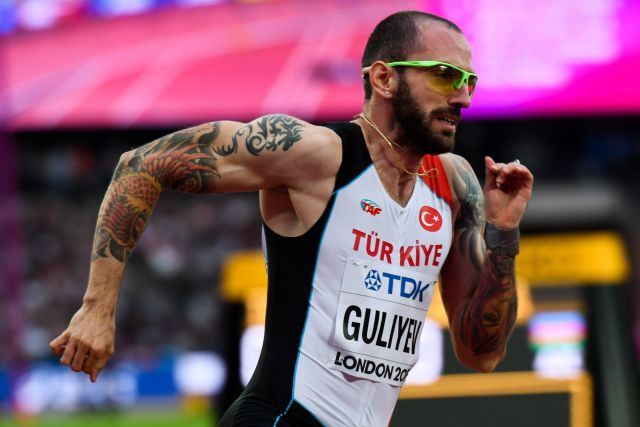
Ramil Guliyev, champion du monde 2017.

Les records de Turquie d'athlétisme sont les meilleures performances réalisées par des athlètes turcs et homologuées par la Fédération turque d'athlétisme.

## Plein air

### Hommes
| Épreuve                 | Record | Athlète                                                                            | Date              | Compétition                                 | Lieu                       | Réf.   |
| ----------------------- | --- | ---------------------------------------------------------------------------------- | ----------------- | ------------------------------------------- | -------------------------- | ------ |
| 100 m                   | 9 s 92 A (+0,9 m/s) | Jak Ali Harvey                                                                     | 12 juin 2016      |                                             | Erzurum                    | [ 1 ]  |
| 200 m                   | 19 s 76 (+0,7 m/s) | Ramil Guliyev                                                                      | 9 août 2018       | Championnats d'Europe                       | Berlin                     | [ 2 ]  |
| 400 m                   | 45 s 51 | Yavuz Can                                                                          | 7 juillet 2016    | Championnats d'Europe                       | Amsterdam                  | [ 3 ]  |
| 800 m                   | 1 min 44 s 00 | İlham Tanui Özbilen                                                                | 29 juin 2013      | Jeux méditerranéens                         | Mersin                     | [ 4 ]  |
| 1 500 m                 | 3 min 31 s 30 | İlham Tanui Özbilen                                                                | 19 juillet 2013   | Meeting Herculis                            | Monaco                     | [ 5 ]  |
| Mile                    | 3 min 51 s 71 | İlham Tanui Özbilen                                                                | 11 juin 2014      | Bislett Games                               | Oslo                       |        |
| 3 000 m                 | 7 min 38 s 65 | Ali Kaya                                                                           | 17 juillet 2015   | Meeting Herculis                            | Monaco                     | [ 6 ]  |
| 5 000 m                 | 13 min 0 s 31 | Ali Kaya                                                                           | 4 juin 2015       | Golden Gala                                 | Rome                       | [ 7 ]  |
| 10 000 m                | 27 min 24 s 09 | Ali Kaya                                                                           | 2 mai 2015        | Championnats nationaux                      | Mersin                     | [ 8 ]  |
| 10 kilomètres (route)   | 29 min 4 s | Bekir Karayel                                                                      | 26 octobre 2013   |                                             | Kocaeli                    | [ 9 ]  |
| Semi-marathon           | 59 min 48 s | Kaan Kigen Özbilen                                                                 | 8 février 2019    | Semi-marathon de Ras el Khaïmah             | Ras el Khaïmah             | [ 10 ] |
| Marathon                | 2 h 4 min 16 s (AR) | Kaan Kigen Özbilen                                                                 | 1er décembre 2019 | Marathon de Valence                         | Valence                    | [ 11 ] |
| 110 m haies             | 13 s 36 (+1,1 m/s) | Mikdat Sevler                                                                      | 25 juin 2022      | Championnats de Turquie                     | Bursa                      | [ 12 ] |
| 400 m haies             | 47 s 81 | Yasmani Copello                                                                    | 9 août 2018       | Championnats d'Europe                       | Berlin                     | [ 13 ] |
| 3 000 m steeple         | 8 min 17 s 85 | Tarık Langat Akdağ                                                                 | 3 août 2012       | Jeux olympiques                             | Londres                    | [ 14 ] |
| Saut en hauteur         | 2,30 m | Alperen Acet                                                                       | 3 juin 2018       | Championnats de Roumanie                    | Cluj-Napoca                | [ 15 ] |
| Saut à la perche        | 5,90 m | Ersu Şaşma                                                                         | 16 juillet 2023   |                                             | Rottach-Egern              | [ 16 ] |
| Saut en longueur        | 8,08 m (+0,8 m/s) | Mesut Yavaş                                                                        | 24 juin 2000      |                                             | Istanbul                   |        |
| Triple saut             | 17,37 m (+ 1,1 m/s) | Necati Er                                                                          | 14 juillet 2019   | Championnats d'Europe espoirs               | Gävle                      | [ 17 ] |
| Lancer du poids         | 20,81 m | Alperen Karahan                                                                    | 8 mai 2022        | Meeting de lancers Nurullah İvak            | Bursa                      | [ 18 ] |
| Lancer du disque        | 67,50 m | Ercüment Olgundeniz                                                                | 27 mai 2012       | Coupe d'Europe des clubs champions          | Vila Real de Santo António | [ 19 ] |
| Lancer du marteau       | 81,45 m | Eşref Apak                                                                         | 4 juin 2005       |                                             | Istanbul                   |        |
| Lancer du javelot       | 85,60 m | Fatih Avan                                                                         | 20 mai 2012       | Turkish Super League                        | Izmir                      | [ 20 ] |
| Décathlon               | 7 757 pts | Alper Kasapoğlu                                                                    | 18–19 avril 1996  |                                             | Azusa                      |        |
| Décathlon               | 10 s 7 (+1,2 m/s) (100 m), 7,57 m (+2,7 m/s) (longueur), 14,10 m (poids), 1,95 m (hauteur), 50 s 31 (400 m) / 14 s 37 (+3,4 m/s) (110 m haies), 40,32 m (disque), 4,80 m (perche), 47,30 m (javelot), 4 min 46 s 04 (1 500 m) |                                                                                    |                   |                                             |                            |        |
| 10 km marche (route)    | 39 min 11 s | Salih Korkmaz                                                                      | 6 mars 2021       | Championnats de Turquie de marche           | Antalya                    | [ 22 ] |
| 20 km marche (route)    | 1 h 18 min 42 s | Salih Korkmaz                                                                      | 6 mars 2021       | Championnats de Turquie de marche           | Antalya                    | [ 22 ] |
| 35 km marche (route)    | 2 h 44 min 20 s | Mert Atli                                                                          | 22 janvier 2022   | Championnats de Turquie de marche           | Antalya                    | [ 23 ] |
| 50 km marche (route)    | 4 h 44 min 46 s | Özgür Ozan Pamuk                                                                   | 8 mai 2016        | Championnats du monde par équipes de marche | Rome                       | [ 24 ] |
| 5 000 m marche (piste)  | 19 min 30 s 79 | Salih Korkmaz                                                                      | 29 août 2020      |                                             | Bursa                      | [ 25 ] |
| 10 000 m marche (piste) | 39 min 26 s 92 | Salih Korkmaz                                                                      | 5 septembre 2020  |                                             | Istanbul                   |        |
| 20 000 m marche (piste) | 1 h 23 min 45 s | Recep Çelik                                                                        | 7 mai 2011        | Taça FPA de Marcha Atlética "Susana Feitor" | Faro                       | [ 26 ] |
| 4 × 100 m               | 37 s 98 | Équipe nationale Emre Zafer Barnes Jak Ali Harvey Yiğitcan Hekimoğlu Ramil Guliyev | 12 août 2018      | Championnats d'Europe                       | Berlin                     | [ 27 ] |
| 4 × 200 m               | 1 min 23 s 55 | Équipe nationale Yavuz Can Ramil Guliyev Fatih Aktaş Ali Ekber Kayaş               | 3 mai 2015        | Relais mondiaux 2015                        | Nassau                     | [ 28 ] |
| 4 × 400 m               | 3 min 2 s 22 A | Équipe nationale Halit Kılıç Batuhan Altıntaş Yasmani Copello Yavuz Can            | 12 juin 2016      |                                             | Erzurum                    | [ 29 ] |

### Femmes
| Épreuve                 | Record | Athlète                                                                  | Date              | Compétition                            | Lieu                       | Réf.   |
| ----------------------- | --- | ------------------------------------------------------------------------ | ----------------- | -------------------------------------- | -------------------------- | ------ |
| 100 m                   | 11 s 25 (+1,6 m/s) | Nora Güner                                                               | 11 septembre 2001 | Jeux méditerranéens                    | Radès                      | [ 30 ] |
| 200 m                   | 22 s 71 (-0,3 m/s) | Nora Güner                                                               | 12 mai 2002       |                                        | Izmir                      |        |
| 400 m                   | 52 s 15 | Birsen Engin                                                             | 30 juillet 2011   | Turkish Super League Final             | Ankara                     | [ 31 ] |
| 800 m                   | 1 min 59 s 94 | Dilek Koçak                                                              | 19 juin 2024      |                                        | Nembro                     | [ 32 ] |
| 1 500 m                 | 3 min 55 s 33 | Süreyya Ayhan                                                            | 5 septembre 2003  | Mémorial Van Damme                     | Bruxelles                  |        |
| Mile                    | 4 min 31 s 28 | Esma Aydemir                                                             | 2 juin 2012       | Yılmaz Sazak Memorial                  | Istanbul                   |        |
| 3 000 m                 | 8 min 31 s 94 | Elvan Abeylegesse                                                        | 30 août 2002      | Mémorial Van Damme                     | Bruxelles                  |        |
| 5 000 m                 | 14 min 24 s 68 | Elvan Abeylegesse                                                        | 11 juin 2004      | Bislett Games                          | Bergen                     | [ 33 ] |
| 10 000 m                | 30 min 21 s 67 | Elvan Abeylegesse                                                        | 15 avril 2006     |                                        | Antalya                    |        |
| Semi-marathon           | 1 h 06 min 20 s | Yasemin Can                                                              | 17 octobre 2020   | Championnats du monde de semi-marathon | Gdynia                     | [ 35 ] |
| Marathon                | 2 h 24 min 44 s | Sultan Haydar                                                            | 23 janvier 2015   | Marathon de Dubaï                      | Dubaï                      | [ 36 ] |
| 100 m haies             | 12 s 63 (-0,5 m/s) | Nevin Yanıt                                                              | 31 juillet 2010   | Championnats d'Europe                  | Barcelone                  | [ 37 ] |
| 400 m haies             | 55 s 09 | Nagihan Karadere                                                         | 31 juillet 2011   | Turkish Super League Final             | Ankara                     | [ 38 ] |
| 3 000 m steeple         | 9 min 13 s 53 | Gülcan Mıngır                                                            | 9 juin 2012       | Meeting Pavel Pavlov                   | Sofia                      | [ 39 ] |
| Saut en hauteur         | 1,94 m | Burcu Ayhan                                                              | 16 juillet 2011   | Championnats d'Europe espoirs          | Ostrava                    | [ 40 ] |
| Saut à la perche        | 4,42 m | Buse Arıkazan                                                            | 25 juin 2022      | Championnats de Turquie                | Bursa                      | [ 41 ] |
| Saut en longueur        | 6,87 m (+1,7 m/s) | Karin Melis Mey                                                          | 31 juillet 2009   |                                        | Leverkusen                 |        |
| Triple saut             | 14,57 m (−0,8 m/s) | Tuğba Danışmaz                                                           | 9 juin 2024       | Championnats d'Europe                  | Rome                       | [ 42 ] |
| Lancer du poids         | 18,57 m | Emel Dereli                                                              | 6 mai 2016        | Doha Diamond League                    | Doha                       | [ 43 ] |
| Lancer du disque        | 64,25 m | Oksana Mert                                                              | 30 mai 1999       |                                        | Krasnodar                  |        |
| Lancer du marteau       | 74,17 m | Tuğçe Şahutoğlu                                                          | 19 mai 2012       | Turkish Super League                   | Izmir                      | [ 44 ] |
| Lancer du javelot       | 67,21 m | Eda Tuğsuz                                                               | 18 mai 2017       |                                        | Bakou                      |        |
| Heptathlon              | 6 076 pts | Anzhela Kinet                                                            | 3–4 juin 2000     | Hypo-Meeting                           | Götzis                     |        |
| Heptathlon              | 13 s 56 (+0,8 m/s) (100 m haies), 1,76 m (hauteur), 13,25 m (poids), 24 s 07 (+0,3 m/s) (200 m) / 6,14 m (+0,8 m/s) (longueur), 39,11 m (javelot), 2 min 18 s 35 (800 m) |                                                                          |                   |                                        |                            |        |
| 10 km marche (route)    | 43 min 23 s | Meryem Bekmez                                                            | 6 mars 2021       |                                        | Antalya                    | [ 22 ] |
| 20 km marche (route)    | 1 h 28 min 48 s | Meryem Bekmez                                                            | 27 mars 2021      | Championnats des Balkans de marche     | Antalya                    | [ 45 ] |
| 5 000 m marche (piste)  | 21 min 35 s 87 | Meryem Bekmez                                                            | 25 mai 2019       | Turkish Walking League Final           | Ankara                     | [ 46 ] |
| 10 000 m marche (piste) | 44 min 11 s 12 | Meryem Bekmez                                                            | 10 juin 2023      |                                        | Bursa                      |        |
| 20 000 m marche (piste) | 1 h 33 min 52 s 90 | Meryem Bekmez                                                            | 26 avril 2022     |                                        | Mersin                     |        |
| 4 × 100 m               | 44 s 49 | Équipe nationale Simay Özçiftçi Şevval Ayaz Cansu Nimet Sayın Elif Polat | 12 août 2022      | Jeux de la solidarité islamique        | Konya                      |        |
| 4 × 400 m               | 3 min 33 s 11 | Enka Spor Kulubu Sema Apak Birsen Engin Merve Aydın Meliz Redif          | 29 mai 2011       | Coupe d'Europe des clubs champions     | Vila Real de Santo António | [ 48 ] |